# 三重県立図書館
三重県立図書館（みえけんりつとしょかん、Mie Prefectural Library）は、三重県津市にある三重県立の公共図書館。1939年（昭和14年）の開館以来、三重県における中心的な図書館として機能し、1987年（昭和62年）に津市図書館が開館するまでは、津市民の公共図書館としての役割も果たしてきた。高度な専門書の収集は県立図書館が担い、津市図書館では日常的に利用する図書の収集を行うという役割分担が実施されている。

## 沿革

### 三重県立図書館の成立と大戦（1939年 - 1945年）
1880年（明治13年）、官製の三重県教育会が発足し、その後県内各郡に郡教育会が設立されていった。教育会は附属図書館を設け、地域の文化向上に貢献した。三重県教育会も三重県教育会図書館を運営していたが、開館時期は不明である。1916年（大正5年）から1917年（大正6年）頃には津公園にあり、その後津市丸之内本町通りにあった津商工会議所跡地へ移った。図書館の建物は3階建ての洋風建築で、1階が書庫・新聞閲覧室、2階が一般閲覧室に充当されていた。
1933年（昭和8年）6月30日の図書館令・公立図書館職員令改正による図書館に対する一般人の認識向上などを受け、県立図書館設置を求める声が高まり、同年12月10日に三重県議会が図書館の建設費55,000円を承認、3年計画で費用を拠出することを決定した。1937年（昭和12年）1月16日、文部省は三重県立図書館の設立を認可し、同年4月に三重県教育会館図書館から10,714冊を引き継いで仮事務所を津市工芸学校跡に開設した。仮事務所は津市愛宕町の塔世川沿いにあった。職員は尾鍋館長以下計11人であった。同年11月19日に「三重県立図書館則」が発布され、翌11月20日より閲覧業務を開始した。なお、蔵書を三重県立図書館に寄贈した三重県教育会図書館はこの年に閉館した。
1939年（昭和14年）5月、官舎2棟のあった津市西裏（現・津市北丸之内）の塔世川沿いに2階建てのタイル張りの図書館が落成し、7月20日に業務を開始した。開館直前の7月14日に三重県の中央図書館に指定されている。貸し出し業務は同年9月より開始した。1940年（昭和15年）には当時としては珍しい巡回文庫を始め、尾鍋館長が自ら三重県内を踏破し郷土資料の収集を進めるなど、活発な活動を展開した。また中央図書館指定を受けて県内の各図書館との結び付きができたことから、同年5月に三重県図書館協会を結成し、読書の普及と職員研修を推進した。
しかし第二次世界大戦による戦局の悪化に伴い、三重県立図書館でも蔵書の疎開に踏み切らざるを得なくなり、三重県立津中学校（現・三重県立津高等学校）の生徒の奉仕により、津市近隣の寺院などへ貴重書や郷土資料を疎開した。1945年（昭和20年）7月15日、疎開を終えて残った蔵書の閲覧業務を再開するも、7月28日夜の津空襲で建物を焼失、19,000冊の図書を失った。疎開した図書も焼失を避けることはできず、残ったのは安濃郡安濃村の来照寺など8か所に移したわずかな図書だけであった。

### 戦後復興（1946年 - 1950年）
戦災で建物を失った三重県立図書館は、一志郡大三村に事務所を置いて執務する状態であったが、1946年（昭和21年）になると図書館再開を望む声が上がり始め、三重師範学校附属国民学校（現・三重大学教育学部附属小学校）の教室の一部を借用して再開する方針を三重県庁内政部教育課が固めた。そして新規購入したものを含めた自館所有9,000冊、県立図書館への委託図書8,300冊の計17,300冊をもって1946年（昭和21年）8月に附属国民学校内で業務を開始、9月2日より閲覧業務を再開した。9月の閲覧者数は1,014人、貸出冊数は1,528冊であった。
1947年（昭和22年）7月の三重県議会で知事の青木理は、県立図書館を総合的な文化施設とし、三重県における文化運動の中心とする構想を表明した。この構想は議会でも図書館関係者の間でも受け入れられ、早速新館の建設場所が検討された。その結果、当時の県立図書館長であった富山好一が提案した津市丸之内の津城跡が選ばれ、地主であった元津藩主家の藤堂氏から15万円で4,846m2の土地を1948年（昭和23年）5月8日に購入、同年6月10日から波多野喜太郎が請け負って建設工事を開始した。新館は同年12月11日に竣工し、総工費は2,736,417円であった。
新館は鈴鹿海軍工廠の食堂や寮として使われていた古材の払い下げを受けた木造2階建て、延床面積1,150m2の建物で、1階に閲覧室、館長室、書庫、製本室、喫茶室などを設け、2階は展示室、研究室、講堂として利用した。落成式は1949年（昭和24年）2月15日に挙行したが、一足早く1月31日から閲覧業務を開始していた。講堂では音楽会や映写会などの文化行事が開かれ、研究室は青年団などに利用されるなど、青木知事の構想は実現することとなった。1949年（昭和24年）度の蔵書数は23,664冊、1日平均閲覧者数は97人といずれも三重県内の図書館では首位であり、図書館経費は四日市市立図書館に次ぐ第2位であった。翌1950年（昭和25年）度には蔵書数26,489冊、1日平均閲覧者数219人に成長し、2階施設の利用は年間380件、展示室での展覧会は年12回計12,928人の来場者を集め、大いに利用されていた。

#### 三重CIE文庫（1947年 - 1949年）
1947年（昭和22年）1月22日、県立図書館分館として津市広明町にCIE文庫が開設され、公募により「マッカーサー文庫」と命名された。蔵書は県立図書館本館から移された教育書300冊、三重軍政部寄贈の英語図書743冊、雑誌16種247冊で構成され、1日平均35人の利用に供した。マッカーサー文庫は1947年（昭和22年）3月20日に三重CIE文庫に改称、1949年（昭和24年）4月に県立図書館本館へ統合された。
三重CIE文庫は民間情報教育局（CIE）から派遣された2人のアメリカ人と4人の日本人事務員が運営にあたり、毎日新聞社津支局の局舎を転用していた。1948年（昭和23年）には広報室やフィルムライブラリーを設置した。本館への統合後の建物は毎日新聞社津支局に戻った。

### 図書館の充実と発展（1951年 - 1967年）
設備が整った県立図書館が次に衝突した壁は、図書館法が定める最低基準であった。利用実績こそ好調であったものの、床面積は最低基準より85坪（≒281m2）不足し、41万円の図書費は三重県立津高等学校の図書購入費用（61万円）すら下回る有様で、1951年（昭和26年）12月の県議会で議員から指摘を受けるに至った。これを受けた県は図書館予算の増額を進め、1952年（昭和27年）度に472万円だったものが1954年（昭和29年）度には725万円まで伸びたが、他の都道府県立図書館と比較すると最低水準であることに変わりはなかった。
一方、サービス面では1951年（昭和26年）11月に出納式から開架式に切り替え、1952年（昭和27年）より日本十進分類法3版から6版への移行、蔵書目録の作成、貸出文庫の充実を実行し、1955年（昭和30年）1月19日から移動図書館「ともしび号」の運行を開始し、県内各地に設けた43ステーションを巡回した。ステーションは1965年（昭和40年）には94か所まで増加し、同年度の利用者は45,500人に及んだ。移動図書館は県内各地で読書グループが結成される契機ともなり、1965年（昭和40年）の記録によると113団体5,627人が三重県内で活動を行っていた。県立図書館でも読書グループの利用に応えるため、同じ本を10冊セットにした読書会用のテキストを準備し、1959年（昭和34年）からは読書グループの求めに応じて図書館職員が出張して指導を行うサービスを開始した。更に1960年（昭和35年）11月には県内の読書グループの交歓会が発足し、そこから派生して1963年（昭和38年）の『図書館だより』創刊、1964年（昭和39年）の読書会機関誌『つどい』の創刊へとつながった。
また1958年（昭和33年）3月には移動図書館と連動する配本所を県内7か所に設け、1959年（昭和34年）5月から1年間、ラジオ三重（東海ラジオ放送の前身企業の1社）で県立図書館の新刊案内を放送した。同年は伊勢湾台風が発生した年でもあったため、被災者のために「慰問文庫」を臨時で開設した。
1960年（昭和35年）度の蔵書数は51,866冊、閲覧者数は58,268人で、1965年（昭和40年）度の蔵書数は78,110冊、閲覧者数は76,904人で両年度とも蔵書数は神宮文庫に次ぐ県内第2位、閲覧者数は県内首位であった。しかし、1960年（昭和35年）時点で、三重県立図書館は都道府県立図書館の中で蔵書数が最下位であり、職員数は都道府県立図書館の全国平均の半分の16人しかおらず、依然として全国の最低水準を脱することはできていなかった。また建物が図書館としての構造に不適格かつ老朽化していることも問題視された。

#### 尾鷲と熊野の分館（1957年 - 1964年）
1957年（昭和32年）10月1日に尾鷲分館を尾鷲市立図書館内に設置し、翌1958年（昭和33年）12月27日に熊野分館を熊野市の木本公会堂に設置し、熊野市中央公民館図書部（現・熊野市立図書館）に業務を委託した。1961年（昭和36年）度の蔵書数は尾鷲が1,303冊、熊野が3,485冊で、閲覧者数は尾鷲が3,782人、熊野が9,554人であった。尾鷲と熊野の両分館は1964年（昭和39年）3月に県の財政問題により閉館した。

### 広明町時代（1967年 - 1994年）
津城内の県立図書館は、構造上図書館に不向きで、なおかつ老朽化が進行していたため、1962年（昭和37年）に当時の館長・井崎清雄が自ら新図書館建設計画と設計図を作成し新館建設を迫ったが、1964年（昭和39年）に尾鷲・熊野分館を閉鎖せねばならないほど三重県の財政事情は厳しかったため、実現しなかった。県立図書館側はこの1件で諦めたわけではなく、次の境貞一館長が計画を引き継いだ。こうした折に都市公園法の規定により1966年（昭和41年）10月15日までに土地を明け渡さねばならないことが判明し、1965年（昭和40年）6月の県議会は三重県図書館協会などから提出された陳述書を採択する形で建設計画を検討し始めた。同年7月13日に毎日新聞の記者が同紙で「三重県庁舎の立派さに対して図書館の貧弱さが目立ち、文化行政の貧困さが痛感される」と書き、図書館建設に向けた世論を喚起したことも援護射撃となり、三重県教育委員会は同年9月に新築移転を決定、紆余曲折を経て偕楽公園にあった三重県立博物館（三重県総合博物館の前身）隣接地に建設することとなった。
こうして1967年（昭和42年）3月に津市広明町に新館が完成した。1978年（昭和53年）7月の郷土資料室開設、1984年（昭和59年）の巡回文庫再開、1985年（昭和60年）の協力車巡回事業開始と同和問題関係図書コーナー開設を行い、利便性を向上させてきた。

### 県文へ（1994年 - ）
1994年（平成6年）10月7日、広明町の図書館が手狭になったとして郊外に移転、三重県総合文化センター（県文）内にのべ5,332m2の新図書館が開館した。館内には対面朗読室、燻蒸用消毒室、郷土作家や郷土の文学を紹介する「文学コーナー」が設置され、コンピュータによる貸し出しと蔵書検索を提供し、県内4つの市町村立図書館、1つの大学図書館の間でオンラインで結ばれた。移転から間もない図書館を訪れた海野弘は「ぜいたくなほどゆったりしたスペース」と評している。新館が開館した1994年（平成6年）は三重県の町村立図書館・図書室の開館ラッシュの年で、美里村文化センター図書室（現・津市美里図書館）、香良洲町立きらめき図書館（現・津市きらめき図書館）、多気町立図書館（現・多気町立多気図書館）、阿児町立図書館（現・志摩市立図書館本館）、浜島生涯学習センター図書室（現・志摩市立図書館浜島図書室）が相次いで開館している。1999年（平成11年）には「三重県図書館情報ネットワーク」（MILAI）を立ち上げ、インターネットを利用して県内の図書館の蔵書を一括で検索し、最寄り図書館に取り寄せできるシステムを構築した。
2004年（平成16年）10月、図書館システムの開発を委託されていた業者が無断でデータをコピーして自宅で作業を行っていたところ空き巣に入られ、ノートパソコンを盗まれたことで図書館利用者13万人のデータが流出する事件が発生した。盗まれたデータに含まれていた個人情報は氏名や生年月日、住所などで、貸出情報については別ファイルかつ資料番号のみだったので、誰がどんな本を借りていたかは特定できるものではなかった。

## 施設
三重県総合文化センター生涯学習棟の地階・1階と2階の一部を占めている。

### 地階
- 閉架書庫 - 非公開。収納力はおよそ100万冊である。書庫に収納されている最も古い新聞は1885年（明治18年）のもので、江戸時代の和装本や巻物も収蔵している[40]。

### 1階

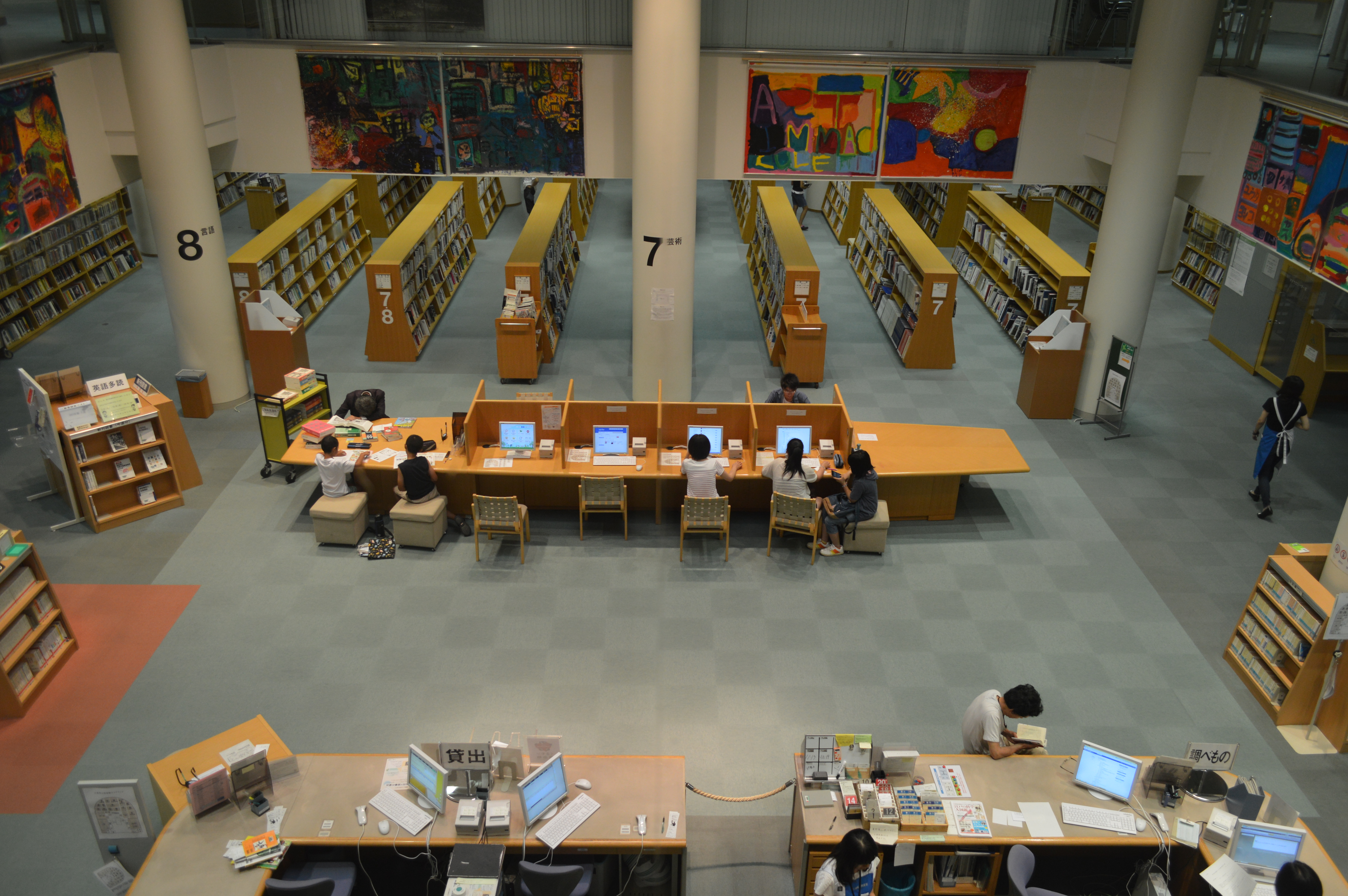
1階の開架閲覧室

- 開架閲覧室 - 約10万冊の一般図書がある。
- 参考資料コーナー - 辞典・年鑑など調査・研究のための参考図書およそ6000冊、全て禁帯出。
- 地域資料コーナー -  三重県に関するさまざまなジャンルの資料を閲覧可能[40]。歴史・地理の他、産業・民俗・文学等の多岐にわたり[40]、特に伊勢神宮・本居宣長・伊賀流・松尾芭蕉に関する資料が多い[44]。三重県内発行の雑誌や三重県と各市町村の刊行物も所蔵する。全て禁帯出。
- 三重でくらす くらしコーナー - 3ヶ月毎に日常生活に身近なテーマを設定し、関連書籍や行政のパンフレットなどが集められている。
- 児童コーナー - 絵本、児童書などがある。
- お話コーナー - 第1 - 4土曜日に絵本（英語の絵本もある）の読み聞かせや、おはなし会ボランティアとのおはなし会が行われる。
- マイクロリーダー室 - 伊勢新聞・朝日新聞の三重版、三重県統計書・公報、和漢籍・古文書などのマイクロフィルムに記録された画像を閲覧・複写（有償）できる。使用機器が1台しかないため、事前予約が推奨されている。
- 対面朗読室 - 視覚障害者のために、職員がマンツーマンで図書を朗読する。予約制。

### 2階
- 文学コーナー

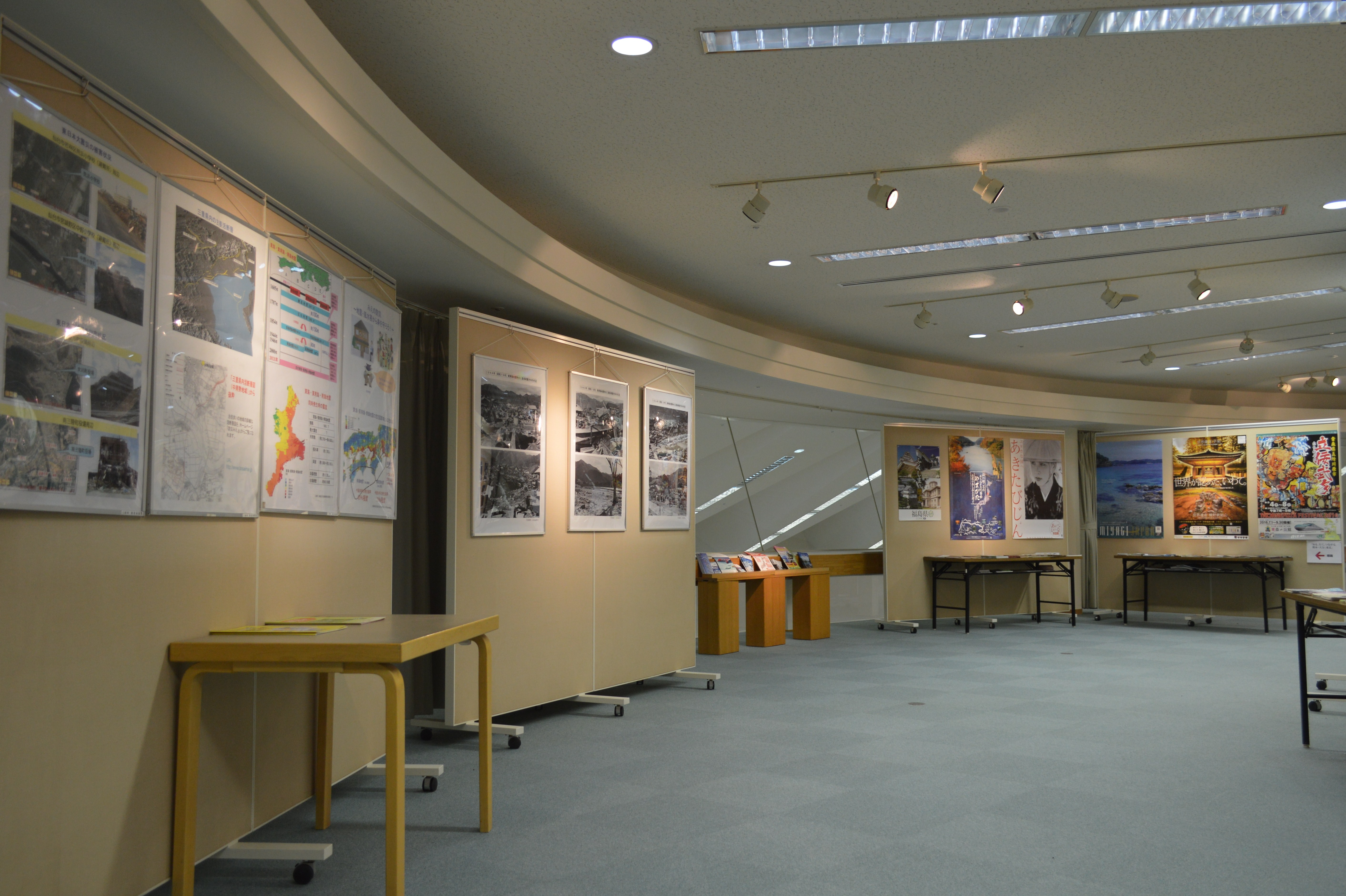
2階の文学コーナー

- 読書振興室 - 読書会用に利用できる会議室。1ヶ月前までに要予約。
- セット文庫室 - 読書会や学校図書館での利用を図るため、同一図書を10冊単位で所蔵。貸出期間1ヶ月（貸出期間終了前に申請し、次の予約がなければ1ヶ月延長可能）。
- 資料研究室

#### 文学コーナー
鳥羽市神島を舞台とした三島由紀夫『潮騒』の初版本など、三重県に縁のある文学者や文学作品に関する資料を所蔵、常設展示や企画展などを行っている。資料が所蔵されている主な文学者等は以下の通り。
俳人・俳諧師
- 荒木田守武
- 島田青峰 - （しまだ せいほう、1882年（明治15年）3月8日 - 1944年（昭和19年）5月31日）志摩市出身
- 橋本鶏二 - （はしもと けいじ、1907年（明治40年）11月25日 - 1990年（平成2年））伊賀市出身、三重県民功労者
- 長谷川素逝 - （はせがわ そせい、1907年 - 1946年）津市出身
- 松尾芭蕉
- 山口誓子

歌人
- 生方たつゑ
- 佐佐木信綱

詩人
- 北園克衞 - （きたその かつえ、1902年（明治35年） - 1978年（昭和53年））伊勢市（旧度会郡四郷村）出身
- 森三千代 - （もり みちよ、1905年（明治38年）4月19日 - 1977年（昭和52年）6月29日）小説家でもあった

小説家・随筆家
- 伊藤桂一
- 江戸川乱歩
- 尾崎一雄
- 梶井基次郎
- 斎藤緑雨
- 司馬遼太郎
- 田山花袋
- 中谷孝雄
- 中山義秀
- 丹羽文雄
- 三島由紀夫
- 横光利一 - 俳人でもあった

国学者
- 橘守部
- 本居宣長

## 利用案内
- 貸出制限 - 居住地制限は特にない。
  - 1994年（平成6年）の三重県総合文化センターへの移転を機に住所要件を撤廃した[38]。
- 貸出可能点数 - 5冊
- 貸出可能期間 - 15日間（延長は1回のみ可）
- 返却場所 - カウンター、ブックポスト（図書館前とアスト津3階にある）、三重県総合文化センター総合案内所、三重県内の図書館・図書室など
- 開館時間 - 9時から19時まで
- 休館日 - 月曜日（祝日の場合はその直後の平日）、月末（土・日・祝の場合はその直前の平日）、年末年始、特別整理期間
- 予約、オンライン予約取り寄せ、レファレンスサービス、複写、郵送複写の利用が可能。

### 交通アクセス
- 公共交通機関
  - 近鉄名古屋線・JR紀勢本線・伊勢鉄道伊勢線 津駅西口から徒歩で約25分。
  - 三重交通バス「総合文化センター」停留所下車。
- 自家用車
  - 伊勢自動車道 芸濃インターチェンジ・津インターチェンジから約15分。
  - 1,400台収容無料駐車場あり。

## 特色
三重県立図書館の所管は三重県教育委員会であるが、地方自治法の事務の一部を首長に委任できる規定を適用して、運営は知事部局の三重県環境生活部が行っている。知事部局へ運営移管したことで三重県総合博物館などと共通テーマで展示ができるようになり、2016年（平成28年）には忍者、2017年（平成29年）にはオリンピック・パラリンピックを題材とした。